# Piotr Szafranek
Piotr Szafranek (ur. 27 lipca 1973) – polski tenisista stołowy i trener, brązowy medalista mistrzostw Europy.

## Życiorys
W trakcie trwania kariery był zawodnikiem AZS-AWF Gdańsk oraz austriackiego TTC Moldan Kuchl, niemieckich TTC GW Bad Hamm (1996/1997) i TTG Hoengen (1997-2002) i holenderskiego ReMax Hendrix Buchte.
W 1988 został brązowym medalistą mistrzostw Europy kadetów w grze podwójnej mieszanej (w parze z Anną Januszyk), a w 1990 został (z tą samą partnerką) mistrzem Europy juniorów.
Reprezentował Polskę na mistrzostwach świata w 1989, 1991, 1993, 1995 i 1999 oraz na mistrzostwach Europy w 1992, 1994 i 1996. W 1996 był rezerwowym zespołu, który zdobył brązowy medal w turnieju drużynowym. W 1994 został akademickim wicemistrzem świata w turnieju drużynowym. . 
Na indywidualnych mistrzostwach Polski seniorów wywalczył 9 medali: w grze pojedynczej – srebrny medal (1994) oraz brązowy medal (1995), w grze podwójnej – dwa złote medale (1996 – w parze z Piotrem Skierskim, 1997 – w parzez Tomaszem Krzeszewskim), dwa srebrne medale (1994, 1999) oraz brązowy medal (1995), a także w grze podwójnej mieszanej - dwa złote medale (1991 i 1994 – w parze z Anną Januszyk) 
W listopadzie 2009 został trenerem reprezentacji Polski kadetów, w październiku 2010 trenerem reprezentacji Polski juniorów. Równocześnie prowadzi drużynę Olimpii-Unii Grudziądz.